# Charles Péan
Pour les articles homonymes, voir Péan (homonymie).
Charles Péan (1901-1991) est un officier franco-suisse de l'Armée du salut qui consacra une partie de sa vie à aider les bagnards et anciens bagnards de Cayenne et qui contribua à faire fermer le bagne de Guyane. Il a aussi été chef de territoire de l’Armée du salut en France de 1957 à 1966, puis en Suisse jusqu'en 1971.

## Biographie

### Jeunesse et formation
Né à Neuilly-sur-Seine le 28 février 1901, Charles Péan est issu d’une famille genevoise par son père et galloise par sa mère, baptisé catholique et converti au protestantisme en octobre 1919 à la maison de l’Armée du salut rue de Charonne, à Paris. Il est le petit-fils d’un banquier genevois. Sa mère, Anna Evangelina Ellis, dite Éva Péan-Pagès, est Juste parmi les nations.
Il passe son enfance entre la France et l'Algérie élevée par une mère seule qui lui inculque la foi protestante. Il suit une école d'agriculture coloniale en Algérie (française), puis travaille comme ouvrier agricole pendant quelque temps chez un cultivateur neuchâtelois.
Il entre à l'Armée du Salut pour participer en tant que chauffeur à une mission d'évangélisation en Franche-Comté.

### Un quart de siècle au service des bagnards de Guyane
En 1928, il est envoyé à Cayenne pour enquêter sur la situation, où, en un mois, il découvre l’horreur du bagne, les 12 000 bagnards en cours de peine et 2 400 détenus libérés livrés à eux-mêmes, dont 1 100 sont considérés comme « perdus en brousse ». Trois cents se trouvent à Cayenne, dont seulement une partie (les « vernis ») a un emploi tandis que les autres (les « déchets »), sont alcooliques (victimes du « tafia »), clochardisés et abandonnés. Parmi les bagnards, il y a quelques compatriotes de Charles Péan, condamnés à tort ou à raison pour espionnage ou intelligence avec l'Allemagne durant la Première Guerre mondiale, qui se trouvent dans les cages-prisons de l'île du Diable, aux îles du Salut, là même où le capitaine Dreyfus avait été enfermé.

Il faudra attendre 1933 pour que les salutistes soient officiellement autorisés à travailler auprès des bagnards. En attendant, Charles Péan soigne un paludisme et une tuberculose contractés lors de son voyage et surtout s’occupe des détenus libérés, commençant par créer une colonie agricole. Sa formation agronomique s’avère précieuse, car il sait comment défricher et mettre en culture une terre. Cette activité, et quelques autres, permet aux anciens détenus de gagner de quoi se payer le voyage de retour vers la métropole. Il faut pour cela travailler quelques années car la somme, plusieurs milliers de francs, est importante. Charles Péan enseigne aux ex-détenus à planter des bananiers, cultiver des légumes, dont certains tels les carottes ou les haricots étaient jusque-là introuvables en région tropicale. Il leur fait aussi élever des porcs, les fait travailler dans une pêcherie qu'il a ouverte, leur fait récolter et vendre des œufs de tortues et des papillons rares (toutes espèces qui n'étaient pas encore protégées). 

Les forçats libérés accourent de toute la Guyane dans les trois centres salutistes créés à leur intention. Certains « durs à cuire » se convertissent et distribuent des Évangiles. N'ayant, à la différence de l'église catholique, aucun lien avec l'administration pénitentiaire, l'Armée du salut était donc particulièrement appréciée des ex-bagnards.

Charles Péan fut donc le premier "humanitaire" autorisé par l’administration coloniale à visiter le bagne et à prêter assistance aux forçats. Il ne cessa, jusqu’à la fin de sa vie, de dénoncer cette impasse pénitentiaire qui transforme l’homme en « être abruti, désorienté, désocialisé, errant et désœuvré, finalement acculé au crime ou au vol pour ne pas mourir de faim ».
En 1937, il est nommé au grade de Chevalier de la Légion d'honneur.
En juillet 1959, il est élevé au grade d'Officier de la Légion d'honneur.
Le 1er décembre 1965, il est élevé à la dignité de Grand Officier de l'Ordre National du Mérite.

### Suite et fin de sa carrière
De retour en France, il est nommé commissaire-général, chef de territoire de l’Armée du salut en France de 1957 à 1966, puis en Suisse jusqu'en 1971.
Retiré à Boudry, il décédera à Neuchâtel le 14 juillet 1991 après avoir écrit plusieurs livres contant ses combats et ses souvenirs, et multiplié les conférences.

## Œuvres
- Terre de bagne, préface par Pierre Hamp, introduction par Albin Peyron, illustrations par Labarth, éditions La Renaissance moderne, Paris, 1930, réédité 1933
- Le salut des parias / Charles Péan ; préf. de Pierre Hamp / 13 éd / Paris : Gallimard, 1935
- Conquêtes en terre de bagne / Charles Péan ; Préface par le colonel W. Wycliffe Booth... / (Paris) : Éditions Altis, 1948
- A-dieu-vat / Major Péan / Neuchâtel : Ed. Delachaux et Niestlé, 1973
- Au gré du vent / Charles Péan / Yverdon : Ed. Cornaz, 1975
- Quand Dieu se met à table / Charles Péan / Tournon : Édition Réveil, 1979
- La fin du bagne de Cayenne : conférence donnée au Congrès de l'ASEV / par Charles Péan / Paris : Armée du Salut , 1987

## Postérité

### La fin du bagne de Cayenne
Le nom de Charles Péan reste associé à sa lutte passionnée de 25 ans pour dénoncer les conditions de détention et de vie dans le bagne de Cayenne.
Dès 1918, Albin Peyron, chef de l’Armée du salut en France, averti de la situation inhumaine des bagnards, avait fait une demande pour envoyer sur place une mission de « salubrité ». En 1923, une enquête d’Albert Londres parue dans le Petit Parisien met en émoi l’opinion publique et en difficulté le très puissant Ministère des colonies, qui règne depuis le Second Empire sur ce « territoire pénitentiaire ». On comprend qu’il faut humaniser le bagne et restaurer l’image de l’administration coloniale. L’ancienne demande d’Albin Peyron est alors exhumée et Charles Péan est envoyé en Guyane en 1928, après le désistement d’un officier salutiste anglais de Port of Spain (Trinidad). Suisse, le major Charles Péan présente toutes les garanties de neutralité. 

Il arrive à Saint-Laurent-du-Maroni le 28 juillet. Dès son premier séjour de quelques mois, il entre en contact avec des bagnards libérés et comprend l’« impasse » dans laquelle le bagne place les condamnés, coupés de tout lien familial et privé de toute perspective d’avenir, et « finalement acculés au crime ou au vol pour ne pas mourir de faim ». Il réalise que «la suppression du bagne s’impose et ne soulèverait aucune difficulté », un message qu’il répand dès lors partout de façon extrêmement déterminée. Par exemple, en octobre 1936, à la salle Gaveau, au cours d’une conférence organisée par l’Armée du Salut, le garde des sceaux, Marc Rucart, déclare : « On peut condamner un coupable à la détention perpétuelle, à mort, mais notre cœur, notre sentiment intime, nos croyances diverses, notre christianisme, en particulier, nous interdisent de condamner aucun homme à descendre plus bas qu'il n'est ».

Tout en menant une action sociale auprès des anciens bagnards puis des bagnards eux-mêmes, il va être en contact  étroit avec un petit groupe d’hommes convaincus de la nocivité du bagne, qu’il alimenta en informations de première main, courant le risque d’être expulsé de Guyane par la « pénitentiaire ». Parmi eux, le député de Nancy Louis Marin, le procureur Paul Matter (membre éminent de la société d’entraide protestante), les journalistes Henri Béraud et Marius Larique, les ministres du Front populaire Marc Rucart (garde des sceaux) et Marius Moutet (ministre des Colonies), et surtout l’homme politique guyanais Gaston Monnerville, très opposé au bagne.

En 1936, le Front populaire constitue un comité pour fermer le bagne ; Charles Péan en fait partie. 

Le bagne est officiellement aboli, par un décret-loi du président de la République française Albert Lebrun, le 17 juin 1938.
Mais la Deuxième Guerre va interrompre l’évacuation du bagne et y dégrader fortement les conditions de vie sous la férule d’un homme à poigne issu de l’armée coloniale, le lieutenant-colonel Camus. Les coups et les privations font passer la mortalité de 6 % en 1940 à 46 % en 1943, ce qui fait baisser de près de moitié le nombre des bagnards. Considérés comme déserteurs, les évadés deviennent en outre passibles de la peine de mort. 

L’évacuation du bagne ne peut reprendre qu’en 1946, année où 1 059 forçats sont libérés à Cayenne, et 857 sur le territoire du Maroni. Charles Péan est alors sollicité par l’administration pour la mise en œuvre du rapatriement. L’armée du salut affrète un navire, l’Athos II, à bord duquel les salutistes encadrent, accompagnent, soignent les forçats. (Les gardiens du bagne auraient été en grand danger face aux anciens détenus). Au total, plus de 3000 rapatriés quittent ainsi la Guyane par groupe de 200 à 300 de 1946 à 1953.
Les derniers bagnards rapatriés quittent la Guyane le 1er août 1953. Charles Péan est présent au Havre pour saluer leur arrivée et assiste ainsi à la conclusion de 25 ans de combat.

### Poursuite de la mission salutiste en Guyane
Dans la foulée de Charles Péan, d’autres salutistes suisses s’engagent en Guyane notamment les époux Wälly qui demeureront seuls, isolés, en Guyane pendant les terribles années de guerre 1940-1943.
Le foyer de l’œuvre de Guyane, installé par les salutistes à partir de 1933 à Saint-Laurent-du-Maroni, est devenu aujourd’hui l’école adventiste La Persévérance.